# Летопись войны с Японией
«Летопись войны с Японией» — еженедельный роскошно иллюстрированный журнал Российской империи.
Издавался во время Русско-японской войны 1904—1905 годов.
Основатель, издатель и редактор журнала — Дмитрий Николаевич Дубенский. С марта 1905 года и до конца фактическим редактором был В. А. Апушкин.
Каждый номер «Летописи войны с Японией» был богато снабжён рисунками, картинами, портретами, планами, картами и набросками.
С журналом сотрудничали П. Белавенец, П. Вожин, Ал. Верещагин, Вл. Недзвецкий, Н. Обручев, П. Россиев, И. Ювачев и другие, при постоянном участии группы офицеров Генерального штаба Русской императорской армии.
Художественную часть журнала обеспечивали художники Б. Бакмансон, М. Езучевский, А. Лео, Н. Петров, Н. Пирогов, Н. Кравченко, В. Мазуровский, Н. Самокиш и А. Сафонов. Собственный корреспондент на театре военных действий — капитан Генерального штаба Н. Л. Голеевский.
Каждый номер журнала содержал:
- Официальный отдел (высочайшие приказы, циркуляры, распоряжения и прочее);
- Официальные донесения с войны;
- Статьи, разъясняющие положение дел;
- Известия о силах противника, его намерениях и планах;
- Корреспонденции с войны;
- Отклики войны в России;
- Отношения иностранных держав;
- Разные заметки и статьи о военных событиях и по их поводу;
- Раное;
- Карикатуры;
- Объявления.

На страницах журнала помещались портреты наиболее отличившихся деятелей Русско-японской войны.
Всего вышло 84 номера.